# Charles Dumont de Sainte Croix
Charles Henri Frédéric Dumont de Sainte Croix (27 de abril de 1758 - 8 de enero de 1830) fue un zoólogo francés.
Era hijo del jurisconsulto Jean Charles Nicoles Dumont de Sainte-Croix (muerto en 1798). Estudia derecho y ejerce como abogado en París, y luego es funcionario en el Ministerio de Justicia.
Dumont creó artículos de ornitología para el Dictionnaire des sciences naturelles (1804-30), editado por Frederic Cuvier. Y fue suegro de René Primevère Lesson.

## Lista parcial de publicaciones
- 1803 : Dictionnaire forestier (dos volúmenes, Garnery, París)
- 1811 : Code des contributions directes
- 1820 : 7e édition, entièrement refondue, du Nouveau style des huissiers
- Manuel des émigrés et déportés
- 1831 : Manuel complet des maires, des conseils municipaux et des commissaires de police

## Abreviatura (zoología)
La abreviatura Dumont  se emplea para indicar a Charles Dumont de Sainte Croix como autoridad en la descripción y taxonomía en zoología.

- Nota de Y. Destianges, 1970, en el Dictionnaire de biographie français, 12.º tomo (R. D’Amat dir.), Librairie Letouzey et Ané : 230-231